# Per Bystedt (företagsledare)
Per Ivar Gösta Bystedt, född 10 mars 1965 i Stockholm, är en svensk företagsledare och idrottsledare.

## Biografi
Bystedt avlade ekonomexamen vid Handelshögskolan i Stockholm 1989 och erhöll titeln civilekonom.  

### Uppdrag i näringslivet
I början av 1990-talet anställdes Bystedt i Kinnevik-sfären och var med om Jan Stenbecks arbete med att bygga upp bolag inom det som idag är Modern Times Group. Bystedt var VD för produktionsbolaget Trash Television 1992–94, och därefter ZTV 1994–96. Från 1995 var han även VD för TV3 Broadcasting Group. 1997 lämnade Bystedt MTG och började som VD för Spray där han stannade till början av 2000-talet. 
Bystedt är idag verksam som investerare i främst start-up-bolag som Xiris. Han har varit med och grundat bolag som Gymgrossisten, Webrock Ventures, Sellpy och UX Ventures. 2008-2010 var Bystedt VD för mobiltelefontillverkaren Neonode (Nasdaq:NEON) och därefter styrelseordförande fram till 2018. 
Bystedt har haft ett antal styrelseuppdrag, exempelvis i Eniro, Handelshögskoleföreningen, Axel Johnson AB, Föreningen Kultur&Näringsliv, Razorfish och Åhléns.

### Uppdrag inom svensk fotboll
Bystedt är en av huvudägarna i AIK Fotboll och var ordförande i AIK Fotboll AB 2005–2010. Bystedt valdes åter som ordförande i AIK Fotboll AB och även i AIK Fotbollsförening vid ett extra årsmöte i december 2016.På årsmötet i mars 2018 förlorade Bystedt valet till ordförande i AIK Fotbollsförening till förmån för Eric Ljunggren, men var ytterligare ett år ordförande i AIK Fotboll AB.

### Övrigt
Bystedt publicerade skämtteckningar och dikter i början av 1990-talet.

### Familj
Per Bystedt är son till Electrolux förre koncernchef Gösta Bystedt.

### Övriga källor
- Conde Nast Portfolio
- IDG - IT24, IT-folk